# Ülendi
Ülendi – wieś w Estonii, w prowincji Hiuma, w gminie Kõrgessaare.
W 2012 roku wieś liczyła 8 mieszkańców, tak jak i w październiku 2010 i w grudniu 2009.